# Louisa Babari
Louisa Babari née en 1969 à Moscou est une artiste politique. Elle vit à Paris et travaille sur le continent africain.

## Biographie
Sa mère est russe. Son père natif de Constantine est étudiant à Alger. Louisa Babari naît à Moscou, en 1969. Elle grandit quelques années à Alger. Puis ses parents s'installent à Paris. Elle est diplômée de l'Institut d'études politiques de Paris et de l’Institut national des langues et civilisations orientales en études contemporaines, russe et cinéma. Elle vit à Paris et travaille sur le continent africain. 
Elle questionne la production africaine dans une perspective décoloniale. Elle travaille sur les utopies socialistes panafricaines et soviétiques. Elle explore des modalités de narration, d'archivages et de réécritures. Son travail se situe entre la biographie et l’autofiction. Elle pratique le collage, à partir d'images, de plans, de tracés et des archives personnelles ou familiales. Elle utilise les images à l'état brut, sans les sourcer et sans texte explicatif. Elle conçoit des films à partir de ses collages comme des films muets. 
Dans Aesthetics of the Antrum de 2014, elle regroupe 80 collages qu'elle a réalisés entre 2009 et 2014. Le film est une suite d'images fixes. Dans A Secret Song de 2021, elle propose une étude critique sur l'Algérie, fait d'espoirs et de violences, à partir de plans fixes.
Dans Voix publiques, réalisé en 2018, pour la biennale de Dakar, elle diffuses des textes poétiques en wolof, français, créole, anglais, russe, arabe, pour promouvoir la littérature poétique panafricaine avec les voix du continent africain et de sa diaspora.

## Prix
- Prix Aware, Nouveau regard, Aware, 2023[5]

## Expositions
- Journal d'un étudiant algérien à Moscou, MUCEM, Marseille, 2016[6]
- Voix publiques, Installation sonore, programme de poésie panafricaine et publication, XIIIe Biennale de Dakar, 2018[4]
- Moussem Cities: Algiers, Bozar, Bruxelles, 2020[7]
- Quelque part entre le silence et les parlers, Maison des arts de Malakoff, 2021[8]
- Les vigies, Biennale d’art et d’architecture, FRAC Centre-Val de Loire, Orléans, 2022[3]